# Little Bedwyn
Little Bedwyn est une paroisse civile et un village du Wiltshire, en Angleterre.